# Anwar Kandafil
Anwar Kandafil (ar. أنور كاندفيل; ur. 3 czerwca 1973) – marokański zapaśnik walczący w stylu klasycznym. Olimpijczyk z Atlanty 1996, gdzie zajął dziewiętnaste miejsce kategorii 68 kg.
Zajął dwudzieste pierwsze miejsce w mistrzostwach świata w 2002. Czterokrotny medalista mistrzostw Afryki, złoto w 1998. Piąty na igrzyskach panarabskich w 1999 roku.
- Turniej w Atlancie 1996

Przegrał obie walki, kolejno z Bułgarem Biserem Georgievem i Kanadyjczykiem Colinem Daynesem i odpadł z turnieju.